# Drosophila neoelegans
Drosophila neoelegans este o specie de muște din genul Drosophila, familia Drosophilidae, descrisă de Gupta și Singh în anul 1978. Conform Catalogue of Life specia Drosophila neoelegans nu are subspecii cunoscute.